# Heinkel He 71
Die Heinkel He 71 war ein deutsches leichtes einmotoriges Mehrzweckflugzeug.

## Geschichte
Die He 71 wurde unter der Leitung von Robert Lusser mit dem Ziel entworfen, ein kunstflugtaugliches Schulflugzeug für Fortgeschrittene zu schaffen, das auch für die Ausbildung künftiger Jagdpiloten geeignet sein sollte. Anfang 1933 begannen die Projektierungsarbeiten und nach anschließender dreimonatiger Bauphase startete die He 71 a zum Erstflug. Das einsitzige Flugzeug mit dem Kennzeichen D–2390 war mit einer geschlossenen Kabine und einem HM-60-Motor von Hirth mit 44,13 kW (60 PS) ausgestattet. Trotz der fortschrittlichen freitragenden Eindecker-Bauweise und erfolgreichen Erprobung entschied sich Heinkel aufgrund fehlender Produktionskapazitäten gegen eine Serienfertigung. Stattdessen wurde das Modell mit einem stärkeren HM-4-Triebwerk, ebenfalls von Hirth, ausgestattet. Der vorhandene Platz wurde zur Unterbringung eines zusätzlichen Kraftstoffbehälters genutzt, der die maximale Reichweite von 1000 auf 2500 km steigerte. Der solchermaßen umgerüstete und nun als He 71 B bezeichnete Typ wurde anschließend von Elly Beinhorn für ihren zweiten Afrika-Langstreckenflug vom 4. April bis zum 27. Juli 1933 verwendet, bei dem sie eine Strecke von insgesamt 28.000 km zurücklegte. Anschließend wurde die Kanzel entfernt, der Rumpfrücken flacher gestaltet und das Flugzeug mit offener Kabine geflogen. Am 13. August 1934 ging die He 71 bei einem Unfall zu Bruch.

## Konstruktion
Die He 71 war ein freitragender Tiefdecker in Holzbauweise mit trapezförmigem, einholmigem Flügel und Leitwerk. Der Rumpf war mit Sperrholz beplankt und besaß einen rechteckigen Querschnitt mit gerundeter Oberseite. Die Tragflächen erhielten eine Stoffbespannung. Das Fahrwerk bestand aus zwei Haupträdern mit stromlinienförmigen Verkleidungen in Tropfenform und einem Schleifsporn am Heck. Der hängend eingebaute Hirth-Motor ohne Untersetzungsgetriebe war mit einer nicht verstellbaren Zweiblatt-Holzluftschraube mit 1,80 m Durchmesser ausgerüstet.

## Technische Daten

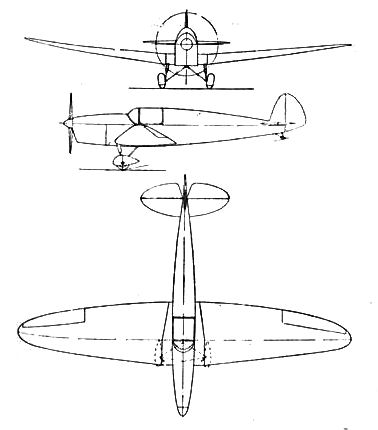
Dreiseitenansicht

| Kenngröße                                   | Daten (He 71 B)                                                                          |
| ------------------------------------------- | ---------------------------------------------------------------------------------------- |
| Besatzung                                   | 1–2                                                                                      |
| Länge                                       | 6,97 m                                                                                   |
| Spannweite                                  | 9,50 m                                                                                   |
| Höhe                                        | 1,70 m                                                                                   |
| Flügelfläche                                | 12,90 m²                                                                                 |
| Flächenbelastung                            | 52,3 kg/m²                                                                               |
| Leistungsbelastung                          | 8,7 kg/PS                                                                                |
| Leermasse                                   | 310 kg                                                                                   |
| Rüstmasse                                   | 335 kg                                                                                   |
| Startmasse                                  | 679 kg                                                                                   |
| Triebwerk                                   | ein luftgekühlter Vierzylinder-Reihenmotor Hirth HM 4                                    |
| Leistung                                    | 57 kW (78 PS) Startleistung bei 2400/min 52 kW (70 PS) Nennleistung bei 2200/min         |
| Luftschraube                                | eine starre Zweiblatt-Holzluftschraube mit ø 1,80 m                                      |
| Höchstgeschwindigkeit                       | 212 km/h in Bodennähe 200 km/h in 1000 m Höhe 180 km/h in 2000 m Höhe                    |
| Reisegeschwindigkeit bei 80 % Startleistung | 177 km/h in Bodennähe 160 km/h in 1000 m Höhe 146 km/h in 2000 m Höhe                    |
| Landegeschwindigkeit                        | 68 km/h                                                                                  |
| Steigzeit                                   | 4,2 min auf 1000 m Höhe 10,6 min auf 2000 m Höhe 18,5 min auf 3000 m Höhe                |
| Startrollstrecke                            | 310 m                                                                                    |
| Start-/Landestrecke bis / aus 15 m Höhe     | 490 m / 370 m                                                                            |
| Dienstgipfelhöhe                            | 5200 m                                                                                   |
| Reichweite                                  | normal 1400–1600 km bei Höchst- bzw. Reisegeschwindigkeit in 2000 m Höhe maximal 2500 km |